# Kommunalwahlen in Albanien 2011
In Albanien fanden am 8. Mai 2011 landesweite Kommunalwahlen statt. Gewählt wurden die Bürgermeister der 66 Bashkia (Stadtgemeinden) und 285 Komuna (ländliche Gemeinden) sowie die Gemeinderäte (Këshilli bashkiak) in den Bashkia. Die letzten Lokalwahlen wurden am 18. Februar 2007 abgehalten, bei denen die Sozialisten die Sieger wurden. Der Wahlturnus ist im Vierjahresrhythmus geregelt.
Die zwei Koalitionen Aleanca për Ardhmërinë (kurz ApA) und Aleanca për Qytetarin (ApQ) traten gegeneinander an. Die ApA wurde von der Sozialistischen (kurz PS), die ApQ von der Demokratischen Partei (PD) geführt.
Die ApQ wurde landesweit mit 70.000 Stimmen Vorsprung die Siegerkoalition. Sie konnte in der Hauptstadtregion und in den ländlichen Gemeinden gewinnen. Die ApA verzeichnete knappe Siege vor allem in den Städten. Die Wahlbeteiligung lag landesweit bei 51 Prozent.

## Wahlkampf
Einen Monat vor den Wahlen begann am 8. April 2011 – wie es in der Verfassung Albaniens geregelt ist – der offizielle Wahlkampf. Er war meist geprägt von Vorwürfen und Anschuldigungen zwischen den beiden Lagern. Sowohl Demokraten als auch Sozialisten gingen mit vielen Versprechen und einzelnen Projekten in den Wahlkampf.
Der Wahlkampf zwischen Edi Rama (Sozialisten-Chef und Bürgermeister von Tirana) und Lulzim Basha (Kandidat der PD) um die Position des Bürgermeisters von Tirana unterschied sich so sehr deutlich:
- Rama führte einen eher negativen Wahlkampf. Seit der Machtergreifung der Demokraten 2005 verteufelt er den Demokraten-Chef Sali Berisha und seinen Kandidaten Basha. Rama polarisierte den Wahlkampf erheblich.

- Basha führte einen eher sachorientierten Wahlkampf. Er trat mit vielen Plänen für die Entwicklung und Zukunft der Stadt an. Rama zog dann eher unfreiwillig auch mit solchen Vorhaben nach. Doch er konnte nicht erklären, wieso er während seiner Amtszeit nicht solche Pläne realisiert hatte.

## Zur Wahl antretende Parteien und Koalitionen

Offizielles Logo der Zentralen Wahlkommission

Insgesamt ließ die Zentrale Wahlkommission (albanisch Komisioni Qëndror i Zgjedhjeve) 56 politische Parteien und Bewegungen antreten. Der Großteil war in den beiden Koalitionen Aleanca për Qytetarin der Regierungspartner und der oppositionellen Aleanca për të Ardhmen zusammengefasst.
| Nummer | Name der Partei (alb.)                                        | Akronym  | Parteivorsitzender | Koalition |
| ------ | ------------------------------------------------------------- | -------- | ------------------ | --------- |
| 1      | Lidhja Demokristiane Shqiptare                                | LDK      | Nikoll Lesi        | ApQ       |
| 2      | Partia Demokratike e Shqipërisë                               | PD       | Sali Berisha       | ApQ       |
| 3      | Lëvizja për Drejtësi e Shqiptarëve                            | LDSH     | Astrit Kosturi     | -         |
| 4      | Partia Aleanca Kombëtare                                      | PAK      | Krenar Tahiri      | -         |
| 5      | Partia Minoriteti Etnik Grek për të Ardhmen                   | MEGA     | Kristo Kico        | -         |
| 6      | Partia Ora e Shqipërisë                                       | POSH     | Zef Shtjefni       | ApQ       |
| 7      | Partia Lëvizja e Legalitetit                                  | PLL      | Ekrem Spahiu       | ApQ       |
| 8      | Partia të Drejtave të Mohuara e Re                            | PDM e Re | Fatmir Hoxha       | ApQ       |
| 9      | Partia Personat me Aftësi të Kufizuar                         | PPAK     | Afrim Jeshili      | ApQ       |
| 10     | Bashkimi Liberal Demokratik                                   | BLD      | Arjan Starova      | ApQ       |
| 11     | Partia Balli Kombëtar                                         | PBK      | Adriatik Alimadhi  | ApQ       |
| 12     | Aleanca Demokratike                                           | AD       | Neritan Ceka       | ApQ       |
| 13     | Partia Balli Kombëtar Demokrat                                | PBKD     | Artur Roshi        | ApQ       |
| 14     | Partia Komuniste e Shqipërisë                                 | PKSH     | Hysni Milloshi     | -         |
| 15     | Partia e Punës e Shqipërisë e Riorganizuar                    | PPSHR    | Marko Dajti        | ApA       |
| 16     | Partia Aleanca Popullore                                      | PAP      | Fatjon Softa       | ApQ       |
| 17     | Partia për Zhvillim Kombëtar                                  | LZHK     | Dashamir Shehi     | -         |
| 18     | Partia Agrare Ambjentaliste e Shqipërisë                      | PAA      | Lufter Xhuveli     | ApQ       |
| 19     | Partia Konservatore                                           | PKONS    | Armando Ruco       | ApQ       |
| 20     | Partia Bashkimi Demokrat Shqiptar                             | PBD      | Ylber Valteri      | ApA       |
| 21     | Partia Republikane Shqiptare                                  | PR       | Fatmir Mediu       | ApQ       |
| 22     | Partia Bashkimi Republikan Shqiptar                           | PBR      | Zane Llazi         | ApA       |
| 23     | Partia Aleanca e Maqedonasve për Integrimin Europian          | AMIE     | Edmond Themelko    | ApQ       |
| 24     | Lëvizja Socialiste për Integrim                               | LSI      | Ilir Meta          | ApQ       |
| 25     | Partia Lëvizja Punëtore Shqiptare                             | PLPSH    | Shefqet Musaraj    | -         |
| 26     | Partia për Drejtësi, Integrim dhe Unitet                      | PDIU     | Shpëtim Idrizi     | ApQ       |
| 27     | Partia për Mbrojtjen e të Drejtave të Punëtorve të Shqipërisë | PMDPSH   | Kadri Isufaj       | ApA       |
| 28     | Partia Ardhmëria Shqiptare                                    | PASH     | Emin Subashi       | ApA       |
| 29     | Partia Reformatore Demokratike                                | PRDSH    | Skender Halili     | ApA       |
| 30     | Partia Aleanca Demokristiane                                  | ADK      | Zef Bushati        | ApQ       |
| 31     | Partia Demokrate për Integrim e Prosperitet                   | PDIP     | Halim Seitaj       | ApA       |
| 32     | Partia Socialiste e Moderuar                                  | PSM      | Gjergj Koja        | ApA       |
| 33     | Partia Demokristiane e Shqipërisë                             | PDK      | Nard Ndoka         | ApA       |
| 34     | Partia e Çështjeve Shqiptare                                  | PÇSH     | Bujar Shurdhi      | -         |
| 35     | Partia Demokracia e Re Europiane                              | PDRE     | Koci Tahiri        | ApQ       |
| 36     | Partia e Pajtimit Kombëtar                                    | PPK      | Spartak Dobi       | ApA       |
| 37     | Partia Aleanca Arbnore Kombëtare                              | AAK      | Gjet Ndoj          | ApA       |
| 38     | Partia e Unitetit Kombëtar                                    | PUK      | Idajet Beqiri      | ApA       |
| 39     | Partia e Gjelbër                                              | PGJ      | Edlir Petanaj      | ApA       |
| 40     | Partia Mendimi i Djathtë Liberal                              | MDL      | Laureta Lici       | -         |
| 41     | Partia Demokracia Sociale                                     | PDS      | Paskal Milo        | ApA       |
| 42     | Aleanca për Mirëqenie dhe Solidaritet                         | AMS      | Koco Danaj         | -         |
| 43     | Partia Kristian Demokrate e Shqipërisë                        | PKDSH    | Zef Lleshaj        | -         |
| 44     | Aleanca Europiane Ekologjike                                  | AEE      | Sazan Guri         | ApQ       |
| 45     | Partia Demokratike e Bashkimit Mysliman të Shqiperisë         | PDBMSH   | Sabri Jacaj        | ApA       |
| 46     | Partia Aleanca për Demokraci dhe Solidaritet                  | ADS      | Gaqo Apostoli      | ApQ       |
| 47     | Partia Socialdemokrate                                        | PSD      | Skender Gjinushi   | ApA       |
| 48     | Partia Bashkimi Popullor i Pensionistëve Shqiptar             | PBPPSH   | Selami Jenishehri  | ApA       |
| 49     | Partia për Mbrojtjen e të Drejtave të Emigrantëve             | PMDE     | Ymer Kurti         | ApA       |
| 50     | Partia Socialiste e Vërtetë 91                                | PSV 91   | Petro Koçi         | ApA       |
| 51     | Partia Socialiste e Shqipërisë                                | PSSH     | Edi Rama           | ApA       |
| 52     | Partia Ligj dhe Drejtësi                                      | PLiDr    | Spartak Ngjela     | ApA       |
| 53     | Partia Rruga e Lirisë                                         | PRRL     | Shukrane Muda      | ApA       |
| 54     | Partia Bashkimi për të Drejtat e Njeriut                      | PBDNJ    | Vangjel Dule       | -         |
| 55     | Partia G99                                                    | G99      | Ervin Mete         | ApA       |
| 56     | Partia Toleranca e Re e Shqipërisë                            | PTR      | Avdi Keci          | ApA       |

1. ↑  „ApQ“ für Aleanca për Qytetarin, „ApA“ für Aleanca për të Ardhmen

## Vorfälle
Die Wahlen und der Wahlkampf wurden durch einige Vorfälle beider Seiten überschattet. So wurden am 18. April zwei Sympathisanten der Sozialistischen Partei in Sukth bei Durrës durch Gewehrschüsse eines Sympathisanten der Demokratischen Partei verletzt. Aber auch die Demokraten wurden Opfer von einigen wenigen Attentaten: der Kandidat der PD um das Bürgermeisteramt von Dajti entkam knapp einem tödlichen Anschlag mit einem Gewehr durch einen sozialistischen Anhängers.

## Urnengang

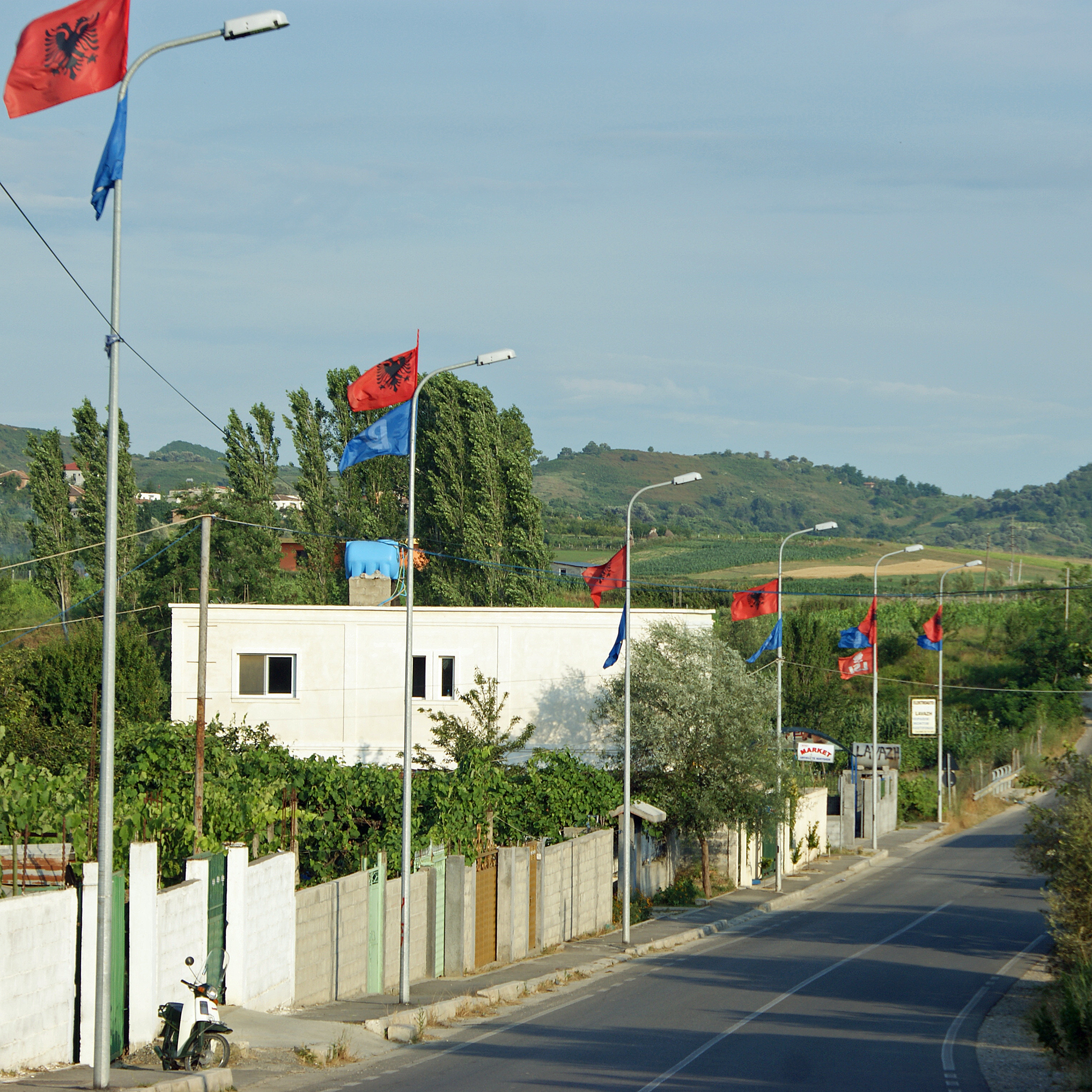
Fahnen Albaniens und der Demokratischen Partei in einem Dorf im Kreis Durrës anlässlich der Wahlen

Obwohl Regierungschef Sali Berisha die Wahlen als „würdig und frei“ bezeichnete, meldeten unter anderem Anhänger der Opposition aber auch einzelne Wahlbeobachter von einigen Zwischenfällen. So kritisierte ein Beobachter, dass Anhänger der Demokratischen Partei Wähler bedrängt und teilweise zum Wählen gezwungen hätten. Die Ergebnisse der Wahlen werde die Regierung – laut Berisha – ausnahmslos akzeptieren, er forderte zudem das Gleiche von seinem Gegner Edi Rama. Im Großen und Ganzen verliefen aber die Kommunalwahlen 2011 ohne größere Zwischenfälle. Viele Politiker, vor allem Demokraten aber auch einzelne Abgeordnete der Sozialisten, bewerteten die Wahlen als die bisher am besten durchgeführten in der Geschichte Albaniens.

## Stimmenauszählung
Die ersten Resultate wurden am nächsten Tag sogleich bekannt gegeben. In den nächsten Tagen folgten weitere Ergebnisse.
Die Auszählung verlief in den meisten Wahlzentren recht schnell. Jedoch wurden viele Unterbrechungen bei der Auszählung in einigen Wahlorten wie in Tirana, Durrës und Shkodra gemeldet.
Währenddessen veröffentlichte die Organisation für Sicherheit und Zusammenarbeit in Europa (kurz OSZE) – offizieller Wahlbeobachter – einen Vorbericht zu den Wahlen. Ein weiterer allumfassender folgte noch im Sommer 2011. Darin forderte die internationale Mission Albanien auf, Reformen im Wahlgesetz durchzuführen, um Zwischenfälle in Zukunft vermeiden zu können.

## Ergebnisse der Bürgermeisterwahlen

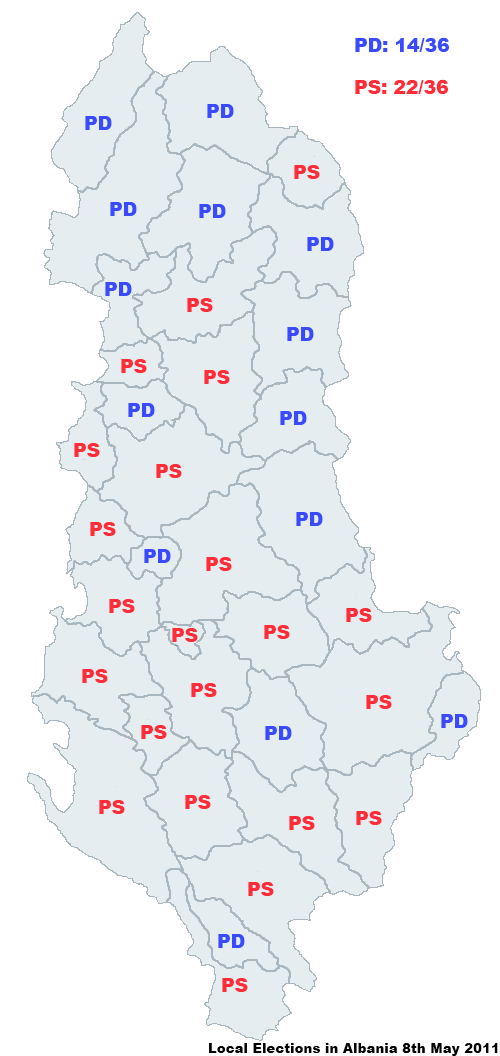
Resultate der Bürgermeisterwahlen nach Kreishauptstädten:
Partia Demokratike e Shqipërisë (PD)
Partia Socialiste e Shqipërisë (PS)

Laut der Zentralen Wahlkommission (albanisch Komisioni Qëndror i Zgjedhjeve, kurz KQZ) gewannen die Sozialisten 37 Stadtgemeinden, darunter die größeren Städte vor allem im Süden des Landes wie Durrës, Elbasan, Vlora, Korça, Gjirokastra, Fier und Saranda. Die Demokraten konnten in 28 städtischen Gemeinden siegen, darunter Bulqiza, Peshkopia, Kruja, Kukës, Lezha, Puka, Delvina und wie üblich Shkodra. Da die PS vor allem in Städten siegen konnte und damit mehr Wählerstimmen gewinnen konnte, wird sie als Siegerin der Parteien der Kommunalwahlen gesehen, in der Koalitionsverteilung siegten aber die Demokraten mit 70.000 Stimmen Vorsprung.
| Kreis           | Kreishauptstadt | Name der Gewinner-Partei                | Partei des alten Bürgermeisters         |
| --------------- | --------------- | --------------------------------------- | --------------------------------------- |
| Malësia e Madhe | Koplik          | Demokratische Partei                    | Demokratische Partei                    |
| Shkodra         | Shkodra         | Demokratische Partei                    | Demokratische Partei                    |
| Tropoja         | Bajram Curr     | Demokratische Partei                    | Demokratische Partei                    |
| Has             | Kruma           | Sozialistische Partei                   | Demokratische Partei                    |
| Puka            | Puka            | Demokratische Partei                    | Demokratische Partei                    |
| Kukës           | Kukës           | Demokratische Partei                    | Demokratische Partei                    |
| Mirdita         | Rrëshen         | Sozialistische Partei                   | Demokratische Partei                    |
| Lezha           | Lezha           | Sozialistische Bewegung für Integration | Sozialistische Bewegung für Integration |
| Kurbin          | Laç             | Sozialistische Partei                   | Demokratische Partei                    |
| Mat             | Burrel          | Sozialistische Partei                   | Demokratische Partei                    |
| Dibra           | Peshkopia       | Demokratische Partei                    | Demokratische Partei                    |
| Bulqiza         | Bulqiza         | Demokratische Partei                    | Sozialistische Partei                   |
| Tirana          | Tirana          | Demokratische Partei                    | Sozialistische Partei                   |
| Kruja           | Kruja           | Demokratische Partei                    | Demokratische Partei                    |
| Durrës          | Durrës          | Sozialistische Partei                   | Sozialistische Partei                   |
| Kavaja          | Kavaja          | Sozialistische Partei                   | Demokratische Partei                    |
| Peqin           | Peqin           | Demokratische Partei                    | Demokratische Partei                    |
| Elbasan         | Elbasan         | Sozialistische Partei                   | Sozialistische Partei                   |
| Librazhd        | Librazhd        | Demokratische Partei                    | Sozialistische Partei                   |
| Pogradec        | Pogradec        | Sozialistische Partei                   | Sozialistische Partei                   |
| Gramsh          | Gramsh          | Sozialistische Partei                   | Demokratische Partei                    |
| Berat           | Berat           | Sozialistische Partei                   | Sozialistische Partei                   |
| Kuçova          | Kuçova          | Sozialistische Partei                   | Sozialistische Partei                   |
| Lushnja         | Lushnja         | Sozialistische Partei                   | Sozialistische Partei                   |
| Fier            | Fier            | Sozialistische Partei                   | Sozialistische Partei                   |
| Mallakastra     | Ballsh          | Sozialistische Partei                   | Sozialistische Partei                   |
| Vlora           | Vlora           | Sozialistische Partei                   | Sozialistische Partei                   |
| Tepelena        | Tepelena        | Sozialistische Partei                   | Sozialistische Partei                   |
| Skrapar         | Çorovoda        | Demokratische Partei                    | Demokratische Partei                    |
| Korça           | Korça           | Sozialistische Partei                   | Sozialistische Partei                   |
| Devoll          | Bilisht         | Demokratische Partei                    | Demokratische Partei                    |
| Kolonja         | Erseka          | Sozialistische Partei                   | Sozialistische Partei                   |
| Përmet          | Përmet          | Sozialistische Partei                   | Sozialistische Partei                   |
| Gjirokastra     | Gjirokastra     | Sozialistische Partei                   | Sozialistische Partei                   |
| Delvina         | Delvina         | Demokratische Partei                    | Demokratische Partei                    |
| Saranda         | Saranda         | Sozialistische Partei                   | Sozialistische Partei                   |

## „Odyssee“ von Tirana

### Widersprüchliche erste Resultate
In der Hauptstadt Tirana lieferten sich die Kandidaten der PD und PS ein hartes Kopf-an-Kopf-Rennen. Die Stimmenauszählung wurde in Tirana am Nachmittag des 14. Mai beendet, also fast eine Woche nach den Wahlen. Laut Resultaten vom Privatsender Top Channel wurde Edi Rama (PS) mit einem sehr knappen Vorsprung von nur zehn Stimmen vor dem Gegenkandidaten Lulzim Basha (PD) für eine 4. Amtszeit bestätigt: Für Rama wählten 124.597 und für Basha 124.587 Tiraner. Rama ging noch am gleichen Tag in die Öffentlichkeit und erklärte sich als Sieger der Wahlen. Basha hingegen wollte das Endresultat der Kommission abwarten und dann das fallende Urteil akzeptieren. Andere Privatsender sowie Zählungen der Demokratischen Partei kamen jedoch auf andere Ergebnisse, die Basha als Sieger stellten.

### Verzögerung der Endergebnisse durch die KQZ
Seit dem Ende der Stimmenauszählung in Tirana am 14. Mai wurde die Veröffentlichung der offiziellen Wahlresultate durch die KQZ verzögert. Die von der Regierung dominierte Kommission geriet daher sehr unter Druck; Regierungschef, Oppositionschef und Staatsoberhaupt forderten eine raschere Arbeitsweise dieser Institution. Wegen der Unklarheit des Wahlausganges und der nicht gerade unkritischen Arbeitsweise der KQZ kam es in der Woche nach dem 14. Mai zu zahlreichen Protestaktionen vor dem Hauptgebäude der KQZ. Dabei konfrontierten sich Polizeikräfte und Anhänger, und sogar auch Parlamentsabgeordnete der Opposition, welche deswegen heftig in Kritik gerieten. Vor allem wurde der Entscheid über die ungültigen Wahlzettel (siehe unten) scharf (vor allem von der Opposition) kritisiert. Die Europäische Union forderte ein klareres Gesetz bezüglich der Anwendung ungültiger Wahlzettel.

### Basha laut KQZ Sieger in Tirana
Am 19. Mai, fünf Tage nach Beendigung der Stimmenauszählung, beschloss die Kommission bisher ungültige und in falsche Wahlurnen gelegte Stimmzettel als gültig. Nach deren Auszählung erklärte sie am 23. Mai den Kandidaten der Demokratischen Partei Lulzim Basha mit 81 Stimmen Vorsprung zum Sieger der Bürgermeisterwahlen in Tirana. Die Kommission stimmte seinem endgültigen Gesamtresultat mit vier zu drei Stimmen zu. Dies bedeutete jedoch noch kein Ende dieser regelrechten Odyssee.

### PS erhebt Klag gegen das Ergebnis
Die Sozialisten erklärten noch am gleichen Tag, als das Endresultat der KQZ bekanntgegeben wurde, dass sie das Ergebnis nicht akzeptieren werden und rechtliche Schritte gegen den Entscheid der Kommission vornehmen würden. So erhob die Sozialistische Partei Klage gegen den Entscheid beim Wahlgericht (albanisch Kolegji Zgjedhor), welche jedoch abgewiesen wurde und Basha als rechtmäßigen Gewinner der Wahlen in Tirana erklärte. Die PS erneuerte jedoch schnell eine andere Anklage um das Resultat für Tirana, dessen Antwort am 13. Juni 2011 bekannt wurde.

### Wahlgericht fordert Neuzählung, Basha vorerst nicht Bürgermeister
Laut diesem Gerichtsentscheid war die Öffnung einiger Wahlurnen und damit die Zuzählung anderer Stimmzettel nicht gesetzeswidrig, jedoch fordert das Wahlgericht die KQZ auf, alle Wahlurnen der Bürgermeisterwahl in Tirana neu durchzuzählen. Währenddessen kritisierte die PD von Sali Berisha ihren Gegner Edi Rama wegen seiner harschen Verhaltensweise gegen die rechtlichen Institutionen des Landes. Ramas Bemerkung, dass das Gericht keinen Mut hätte, die Gerechtigkeit sprechen zu lassen, sei völlig inakzeptabel und gehöre nicht auf dem politischen Parkett. Rama dürfe keinen Druck mehr auf die Institutionen des Staates ausüben. Außerdem seien seine Forderungen sehr konfus, einerseits fordere er die Öffnung der Wahlurnen von den Parlamentswahlen 2009, andererseits erkläre er den Gerichtsentscheid zur Öffnung der Wahlurnen von Tirana als Kannibalismus. Der Parteivorsitzende des Koalitionspartners der PD, Ilir Meta, erklärte den Gerichtsentscheid als rechtmäßig.

### Neuauszählung bringt Basha als Sieger
Am 23. Juni beendete die Zentrale Wahlkommission die neue Stimmenauszählung, die nach dem Gerichtsentscheid vom 13. Juni nötig geworden war. Laut ersten Mitteilungen hält die KQZ den Demokraten Basha als Sieger fest, neu jedoch mit 95 Stimmen mehr als sein Gegenkandidat Rama. Diese Auszählung wurde jedoch auch von Unregelmäßigkeiten begleitet. So entdeckten die sozialistischen Beobachter bei einigen Wahlurnen, dass diese mit Gewalt aufgebrochen wurden und dass sie einige Öffnungen hatten, durch denen Wahlzettel ganz leicht entnommen und eingelegt werden konnten. Die Demokraten bezeichneten wiederum den Prozess als würdig und richtig abgelaufen. Am Abend des 25. Juni wird die offizielle Bekanntmachung des Siegers durch die KQZ erwartet.
Blendi Klosi, Abgeordneter der Sozialisten, bezeichnete bei einer Medienmitteilung am 25. Juni die Bürgermeisterwahlen in der Hauptstadt als ungültig:

„Die Sozialistische Partei und die vereinigte Opposition überzeugt, dass der Sieg am 8. Mai Edi Rama gehört, und überzeugt, dass der Sieg von Edi Rama ein prächtiger Sieg über die "Regierungsmaschinerie" war, und überzeugt, dass Sali Berisha und Arben Ristani (KQZ-Präsident) diese Wahlen zerstörten, um ihren Verlust in Tirana und in ganz Albanien zu verheimlichen, wird die vollständige Ungültigkeit dieses "Wahlmassakers" einfordern.“

Klosi erklärte, dass es genügend Hinweise gebe, die die Fälschung dieser Wahlen in Tirana beweisen.

„Veränderte Gesetze, fehlende Gesetze, Wahlzettel ausserhalb des Wahlbriefes, in die gespaltenen Wahlurnen in den Untergeschossen der KQZ eingefügt. Zettel, die von einem Wahlzentrum zum anderen Kilometer weit geflogen sind, durch die kriminellen Händen der Diener des Dieners Ristani. Die Codes und Nummern der Stimmen, die mit den Protokollen nicht übereinstimmen und gebrochene sowie zerstörte Wahlurnen zeigen am besten welches Ausmass die Manipulierung des Bürgerwillens in Tirana angenommen hat.“

Laut innerparteilichen Kreisen werden die Sozialisten nun eine dritte und wohl letzte Anklage beim Wahlgericht einreichen. Dies kann laut Gesetz innert drei Tagen nach Verkündigung des Resultats durch die KQZ geschehen. Das Wahlgericht hat dann zehn Tage Zeit die Anklage abzuweisen oder ihr Recht zu geben. Wahrscheinlich ist, dass sie eine Wiederholung der Kommunalwahlen in der Hauptstadt verlangen wird. Die Anklage wird unter anderem die Nichtübereinstimmung der Zahl der Wähler und die Zahl der Stimmzettel beinhalten. So kamen 870 Stimmzettel mehr raus, als es Wähler gibt.

## Gründe zur Abwahl Ramas
Somit löst Basha aber laut der KQZ den Sozialisten-Chef Rama nach elf Jahren Lokalregierung ab. Der wichtigste Grund seiner Abwahl war laut einem Bericht der Konrad-Adenauer-Stiftung die breite Unzufriedenheit der Hauptstadtbürger. So beklagten sich diese wegen unzureichender Abwasser-, Müll- und Wasserversorgung, ungelöster Verkehrsprobleme, Fehlen verbindlicher Entwicklungs-, Verkehrs- und Investitionspläne, unzureichenden Service und Angebot der Stadtverwaltung, personell aufgeblähter Stadtverwaltung, nicht transparenter finanzieller Situation der Stadt und Ungewissheit der Bürger über die Verwendung ihrer Steuergelder.